# Daniel Muzyczuk
Daniel Muzyczuk (ur. 23 czerwca 1980 w Lidzbarku Warmińskim) – polski krytyk i kurator sztuki. P.o. dyrektora (2024–2025), a następnie (od 2025) dyrektor Muzeum Sztuki w Łodzi.  

## Życiorys
Ukończył naukę w I Liceum Ogólnokształcącym w Lidzbarku Warmińskim (1999) oraz studia na Uniwersytecie Mikołaja Kopernika w Toruniu w zakresie historii sztuki, prawa i ekonomii społecznej. W latach 2008–2011 pełnił funkcję kuratora w Centrum Sztuki Współczesnej Znaki Czasu w Toruniu. Od 2011 związany jest z Muzeum Sztuki w Łodzi, gdzie od 2015 kierował Działem Sztuki Nowoczesnej, w 2020 zaś został kustoszem. Od 24 lipca 2024 do 7 lipca 2025 pełnił obowiązki dyrektora Muzeum Sztuki w Łodzi. Od 24 lipca 2025 dyrektor Muzeum Sztuki w Łodzi.   
W 2013 razem z Agnieszką Pinderą przygotował wystawę Everything Was Forever, Until It Was No More Konrada Smoleńskiego w Pawilonie Polskim na 55. Międzynarodowej Wystawie Sztuki w Wenecji. W latach 2015–2020 Muzyczuk był zastępcą przewodniczącego zarządu sekcji polskiej Stowarzyszenia Krytyków Sztuki AICA. Od 2020 wykłada w szkole doktorskiej Państwowej Wyższej Szkoły Filmowej, Telewizyjnej i Teatralnej im. Leona Schillera w Łodzi, 

## Wyróżnienia
- Grand Prix w konkursie Igora Zabla (wraz z Agnieszką Pinderą, 2011[2]),
- Nagroda Sybilla za Najlepszą Wystawę Sztuki (2012),
- Nagroda Sybilla za Najlepszą Publikację (2016),
- Nagroda Litewskich Krytyków Sztuki (2023)[6].

## Kurator wystaw
- Fabryka Mariusza Warasa i Krzysztofa Topolskiego, Centrum Sztuki Współczesnej Znaki Czasu, Toruń (2009)[10],
- Melancholia sprzeciwu (wraz z Agnieszką Pinderą), Spojrzenia 2011[2][11],
- Until It Was No More (z Agnieszką Pinderą) w  Pawilonie Polskim na 55. Międzynarodowej Wystawie Sztuki w Wenecji (2013)[12][2],
- Dźwięki elektrycznego ciała. Eksperymenty w sztuce i muzyce w Europie Wschodniej 1957-1984 (z Davidem Crowleyem), Muzeum Sztuki, Łódź (2012)[6],
- Muzeum rytmu (wraz z Natashą Ginwalą), Muzeum Sztuki, Łódź (2016–2017)[13],
- Notatki z podziemia. sztuka i muzyka alternatywna w Europie Wschodniej 1968–1994 (z Davidem Crowleyem), Muzeum Sztuki, Łódź (2016–2017)[14],
- Through The Soundproof Curtain: The Polish Radio Experimental (z Michałem Mendykiem), ZKM, Karlsruhe, 2019,
- Tobias Zielony. Dark Data (z Kathleen Rahn), Marta Herford, 2022,
- Obywatele kosmosu. Anton Vidokle z Veroniką Hapchenko, Fedirem Tetianyczem i Kolekcją Międzynarodowego Instytutu Kosmizmu, Muzeum Sztuki, Łódź 2022[6],
- Long Gone Susan Philipsz,
- Poszliśmy do Croatan (wraz z Robertem Rumasem),
- MORE IS MORE (wraz z Agnieszką Pinderą i Joanną Zielińską)[2][11].

## Publikacje
- Muzyczuk D., Przeżyją tylko ci którzy to zaplanowali: Piotr Wyrzykowski, Galeria Arsenał, 2010, ISBN 978-83-89778-81-9
- Crowley D., Muzyczuk D., Dźwięki elektrycznego ciała: eksperymenty w sztuce i muzyce w Europie Wschodniej 1957-1984, Muzeum Sztuki, 2012, ISBN 978-83-87937-98-0
- Crowley D., Muzyczuk D., Sounding the Body Electric: Experiments in Art and Music in Eastern Europe 1957-1984 : 26 June-25 August 2013, Calvert 22, 2012
- Crowley D. i inni, Wojciech Bruszewski – Across Realities, Fundacja Arton, 2014, ISBN 978-83-938029-1-3
- Kościuczuk K., Muzyczuk D., Repucha A., Babylon rising, Galeria Arsenał, 2014, ISBN 978-83-89778-43-7
- Kuryłek D., Muzyczuk D., Lisowski P., Bones of all men, Centrum Sztuki Współczesnej Znaki Czasu, 2017, ISBN 978-83-62881-88-8
- Kraus K., Muzyczuk D., Nachtigall J., Christian Kosmas Mayer: Aeviternity, Verlag der Buchhandlung Walther König, 2019, ISBN 978-3-96098-539-6
- Gawkowski J. i inni, The Museum: a Real Utopia, Muzeum Sztuki, 2021, ISBN 978-83-66696-16-7
- Muzyczuk D., Mykola Ridnyi, Verlag der Buchhandlung Walther und Franz König, 2023, ISBN 978-3-7533-0524-0
- Muzyczuk D., Twilight of the Magicians, Dreen, Markus, Anne König u. Jan Wenzel. Spectormag GbR, sierpień 2024, ISBN 978-3-95905-447-8
- Jhavari S., Muzyczuk D., Night Fever: Film and Photography After Dark: The Shoestring Publisher, Sweden, Köln: König, Walther, 2024, ISBN 978-3-7533-0569-1
- Rytka Z., Muzyczuk D., Crowley D., Zygmunt Rytka: Stones, Ants, and Television: Photographic Works 1971-2010, Spector Books, 2024, ISBN 978-3-95905-801-8